# Produžetci (nogomet)
Produžetci u nogometu znače dodatno vrijeme za igranje utakmice, ako je rezultat neriješen nakon 90 minuta igre. Engleska pokrata u sažetim prikazima rezultata utakmice je „ET” ili „AET” (aggregated extra time, ili sažeto dodatno vrijeme). U hrvatskom se jeziku najčešće koristi pokrata „PR”.
U većini športova, produžetci se igraju ako je potrebno imati pobjednika, npr. u „nockaut” dijelu natjecanja, gdje samo jedna momčad može ići dalje, za razliku od natjecanja po skupinama. U SAD-u neriješene utakmice nisu omiljene, pa se tamo koriste produžetci u svakoj utakmici.
U profesionalnom se nogometu produžetci igraju 30 minuta, podijeljeni u dva poluvremena po 15 minuta. Neka natjecanja ne koriste produžetke, npr. CONMEBOL nije nikad u svojoj povijesti koristio produžetke ni u jednom svom natjecanju (osim u Copa Libertadores, gdje se produžetci koriste samo u završnici). Po pravilu, ako su i produžetci završili neriješenim rezultatom, pristupa se izvođenju jedanaesteraca, slobodnih udaraca s 11 metara.
Produžetke ne treba miješati sa sudačkom nadoknadom, nadoknadom vremena koju odredi sudac utakmice, koja služi kako bi se nadoknadilo vrijeme koje se izgubilo u utakmici (ozljede, zamjene igrača, zadržavanje vremena, itd.).